# Château de Pelișor
Le château de Pelișor est un château attaché au domaine du château de Peleș, situé à Sinaia, en Roumanie.
Construit dans le style Art nouveau au tournant des XIXe et XXe siècles par le roi Carol Ier, il devient un musée au début des années 1990.

## Histoire
Construit entre 1899 et 1902 par le roi Carol Ier, il a d'abord servi de résidence au prince Ferdinand, à son épouse, Marie de Saxe-Cobourg-Gotha et à leurs six enfants. Ses aménagements semblent déjà achevés en 1909. C'est à Pelișor que la reine Marie meurt en 1938.
Le château, aménagé en musée, ouvre au public en février 1993.
Après avoir été exproprié par le régime communiste, Michel Ier rentre à nouveau en possession du château en 2006, par décision de la justice roumaine.
Le château fait partie de la liste des monuments historiques roumains.

## Architecture

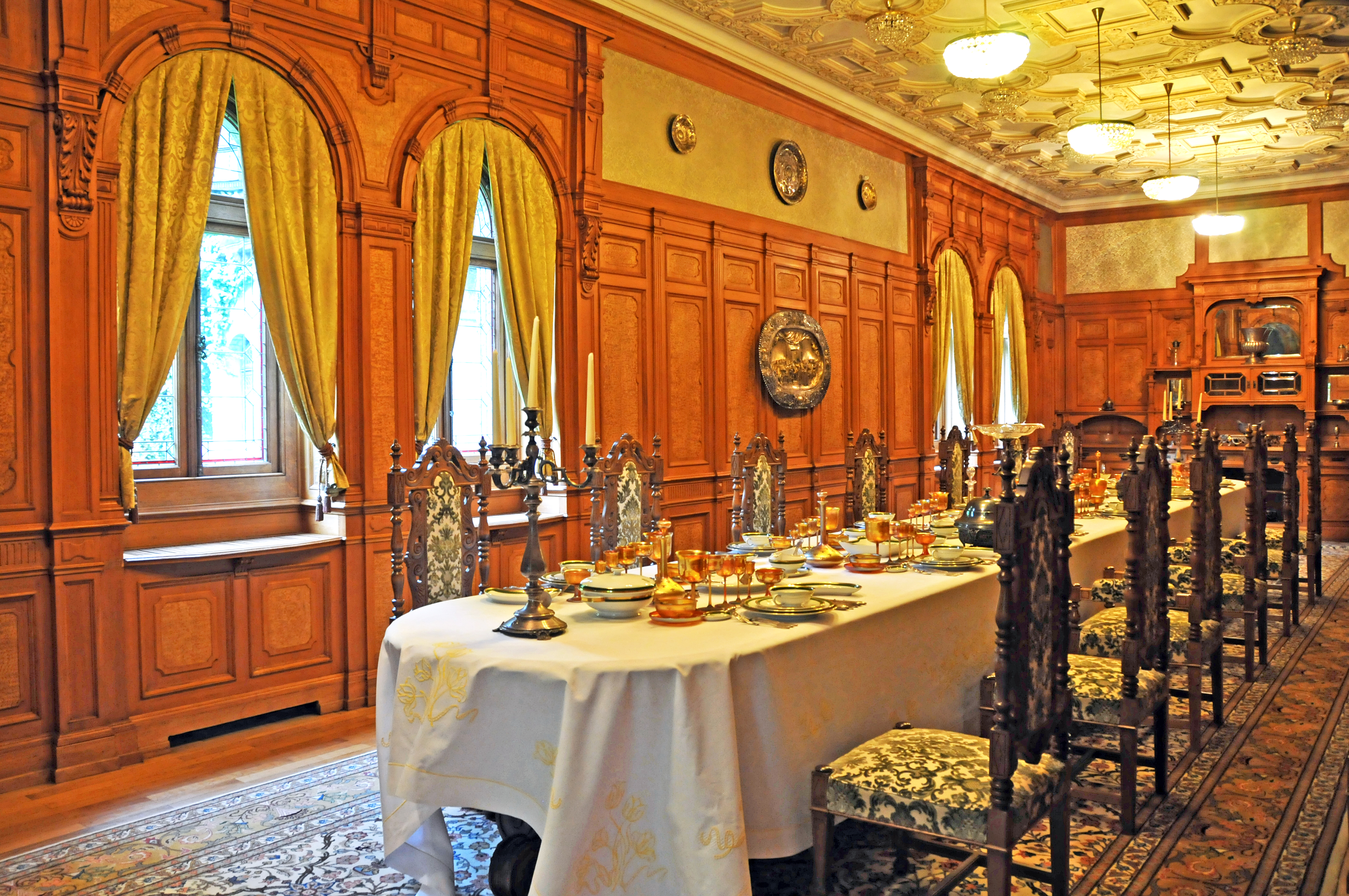
Salle à manger.

Le château de Pelișor a été dessiné par l'architecte tchèque Karel Líman (ro) dans le style Art nouveau sur les recommandations du roi Carol.
Sa décoration intérieure est principalement due au Viennois Bernhard Ludwig qui a respecté les désirs de la princesse Marie, cette dernière ayant elle-même participé à la conception des aménagements. Le recours à des bois clairs (sycomore, pin) en rend la décoration plus légère que celle de Peleș. Là aussi, le style Art nouveau est très présent, avec des influences de la Renaissance valachienne voire de l'art celte.